# Fúria espanyola (Maastricht)
La fúria espanyola va ser un saqueig de la ciutat de Maastricht per tropes espanyoles amotinades el 20 d'octubre del 1576 durant la Guerra dels Vuitanta Anys.
Els maastrichtencs van voler alliberar-se de les molèsties de les tropes espanyoles acantonades a cases privades. Van empresonar el governador Francisco de Montesdoca en col·laboració amb mercenaris alemanys luterans. La rebel·lió va fracassar quan soldats amotinats de l'Exèrcit de Flandes es van afegir als soldats expulsats i van començar una contraofensiva des del barri de Wyck, a l'altra riba del Mosa. Van reeixir a tornar a ocupar la ciutat i organitzar un enorme saqueig.

## Antecedents
L'1 de setembre de 1575 el regne d'Espanya va declarar la fallida del deute sobirà. Per les múltiples guerres tot arreu a l'Imperi espanyol, Felip II de Castella va endeutar el país i ja no podia pagar el sou a les tropes. 400.000 florins enviats per al pagament van ser confiscats pel govern d'Elisabet I d'Anglaterra quan la flota va cercar refugi d'una tempesta als ports anglesos. Als Països Baixos hi havia soldats que no van rebre cap soldada des de fa fins a dos anys i mig.
Després de la mort sobtana del governador Lluís de Requesens i Zúñiga el 4 de març del 1576 els Terços de Flandes es van trobar sense veritable autoritat militar. Un primer motí va començar el març del 1576 sota les ordes de Cristóbal de Mondragón a Zierikzee, i més tard sota Francisco de Valdez a Aalst. El consell de la Generalitat dels Països Baixos va autoritzar la població civil d'armar-se per expulsar tots els espanyols.

Des de la «rebel·lió iconoclasta» del 1566 i hi havia una guarnició permanent a la ciutat, composta principalment per mercenaris espanyols i alemanys. Amb l'arribada del governador de Montesdoca les relacions entre la població i els militars es van enverinar. Hi havia igualment molta tensió entre els soldats alemanys luterans i els espanyols catòlics. Aquest conflicte va culminar quan un soldat espanyol a la nit de nadal del 1575 va assassinar un alemany. Les moltes incomoditats de l'ocupació espanyola pesaven en la població fins que l'octubre del 1576 es va rebel·lar. Els ciutadans van convèncer una part de les tropes alemanyes de triar el seu bàndol per expulsar les tropes reialistes. En un primer temps van reeixir. Van empresonar el comandant Francisco de Montesdoca i expulsar les tropes espanyoles. 

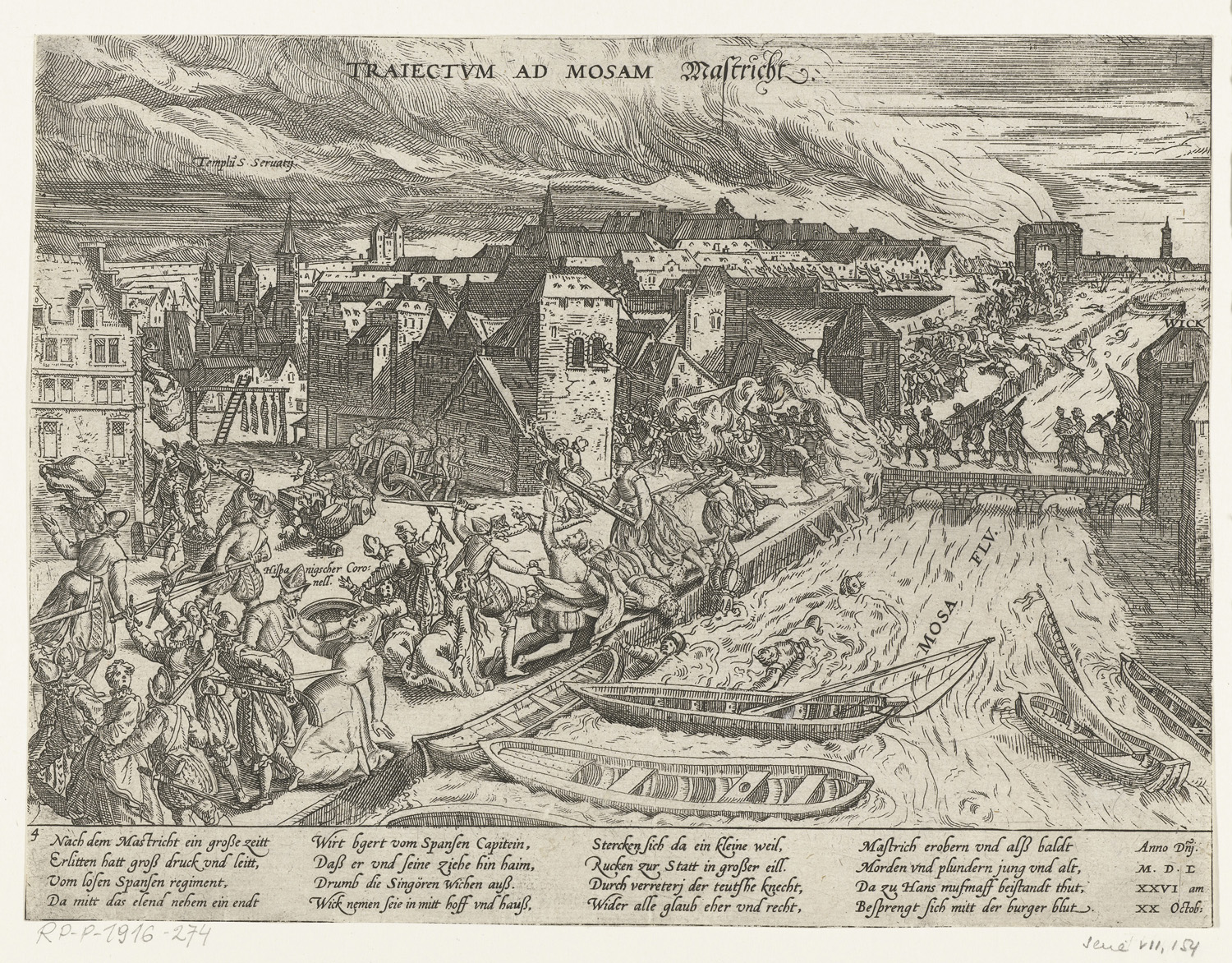
Assassinats i saqueig per les tropes espanyoles a Maastricht el 20 d'octubre de 1576
(col·lecció Rijksmuseum Amsterdam)

## El saqueig
Amb l'ajuda de Terços de Flandes arribades d'altres ciutats, conduïdes per Alonso de Vargas i Toledo les tropes conduïdes per Martino d'Ayala, l'ajudant de Montesdoca, van reconquerir la ciutat. Va seguir un saqueig sense mercè i una ràbia assassina, de tal manera que «els sobrevivents es van trobar més infeliços que els que van morir lluitant». S'estima el nombre de víctimes d'uns mil cinc-cents.

## Conseqüències
La violència extrema va alienar la població del règim espanyol. És un dels esdeveniments majors que van contribuir a la Llegenda negra espanyola. El 1579 es va signar l'«edicte etern» entre la Generalitat de la República i Espanya. Totes les tropes espanyoles van haver d'abandonar la ciutat. En partir, encara van incendiar quatre barris de la ciutat. El 1578 Maastricht es va afiliar a la Pacificació de Gant. El 1579, el general Alexandre Farnese, duc de Parma, va circumdar la ciutat amb un exèrcit de 34.000 soldats. Després d'un setge de quatre mesos, el 29 de juny, les tropes reialistes van reconquerir i saquejar la ciutat una altra vegada. El nombre de víctimes civils s'estima entre 900 i 4000. La caiguda de Maastricht va ser celebrada per Felip II i a l'Escorial es troben unes pintures commemorant aquest fet de guerra. Els calvinistes van ser executats o expulsats i el catolicisme va tornar a ser l'única religió autoritzada.